# Clusia rotundifolia
Clusia rotundifolia là một loài thực vật có hoa trong họ Bứa. Loài này được Gleason mô tả khoa học đầu tiên năm 1931.